# Kårsjön
Kårsjön är en sjö i Ljusdals kommun i Hälsingland och ingår i Ljusnans huvudavrinningsområde. Sjön har en area på 0,912 kvadratkilometer och ligger 230,1 meter över havet. Sjön avvattnas av vattendraget Kårån.

## Delavrinningsområde
Kårsjön ingår i det delavrinningsområde (687442-147264) som SMHI kallar för Utloppet av Kårsjön. Medelhöjden är 266 meter över havet och ytan är 6,89 kvadratkilometer. Räknas de 11 avrinningsområdena uppströms in blir den ackumulerade arean 100,3 kvadratkilometer. Kårån som avvattnar avrinningsområdet har biflödesordning 2, vilket innebär att vattnet flödar genom totalt 2 vattendrag innan det når havet efter 172 kilometer. Avrinningsområdet består mestadels av skog (74 procent). Avrinningsområdet har 0,94 kvadratkilometer vattenytor vilket ger det en sjöprocent på 13,6 procent.